# Нептуний
Нептуният е химичен елемент със символ Np и атомен номер 93. Нептуният е радиоактивен метал, първият трансуранов елемент и член на групата на актинидите. Най-стабилният му изотоп, 237Np, е страничен продукт на ядрените реактори и производството на плутоний.
Нептуният е наречен на планетата Нептун, следващата планета след Уран, на която е наречен едноименният елемент. Открит е през 1940 г. в Радиационната лаборатория на Калифорнийския университет в Бъркли, когато учени получават изотопа 239Np (с период на полуразпад 2,4 дни) чрез бомбардиране на уран с бавнодвижещи се неутрони.